# Dreieck Erfttal
De Autobahndreieck Erfttal is een knooppunt in de Duitse deelstaat Noordrijn-Westfalen. Op deze snelwegsplitsing in het Erftdal bij Erftstadt sluit de A61 (Mönchengladbach-Hockenheim) aan op de A1 (Keulen-Saarbrücken), die vanaf hier tot aan Kreuz Bliesheim samenlopen. De Dreieck Erfttal is een onvolledig knooppunt daar de relaties Mönchengladbach-Keulen en vice versa ontbreken.

## Geografie
Het knooppunt ligt op het gebied van de stad Erftstadt. Nabijgelegen steden zijn Kerpen, Brühl en Hürth. Het knooppunt aan de zuidwestelijke rand van de Metropoolgebied Rijn-Ruhr.

## Verkeersintensiteiten
In 2010 werd het knooppunt dagelijks door ongeveer 90.000 voertuigen gebruikt. 
| Van              | Naar              | Gemiddelde aantal voertuigen per dag |
| ---------------- | ----------------- | ------------------------------------ |
| AS Hürth (A1)    | AD Erfttal        | 48.900                               |
| AD Erfttal       | AS Erftstadt (A1) | 89.800                               |
| AS Gymnich (A61) | AD Erfttal        | 41.300                               |

## Richtingen knooppunt
| Aansluitende wegen                      | Aansluitende wegen | Aansluitende wegen | Aansluitende wegen | Aansluitende wegen                            |
| --------------------------------------- | ------------------ | ------------------ | ------------------ | --------------------------------------------- |
| richting Aachen Mönchengladbach / Venlo |                    |                    |                    | richting Hürth / Köln Dortmund                |
|                                         |                    |                    |                    |                                               |
|                                         |                    |                    |                    |                                               |
|                                         |                    |                    |                    |                                               |
|                                         |                    |                    |                    | richting Kreuz Bliesheim Euskirchen / Koblenz |